# Casco Brodie

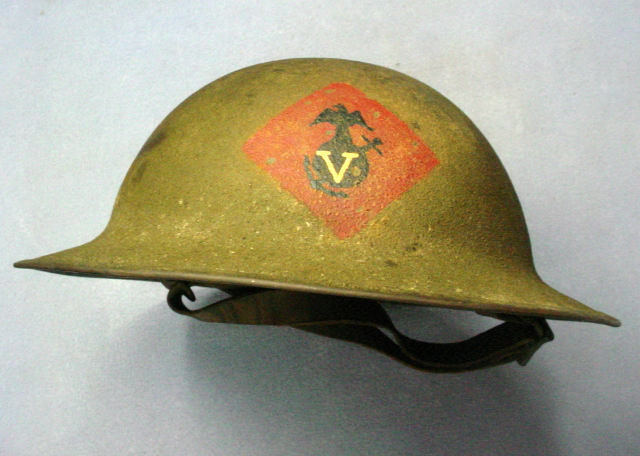
Casco M1917

El casco Brodie era un casco de combate de acero diseñado y patentado en 1915 por John L. Brodie.
Durante el primer año de la Primera Guerra Mundial, ningún estado mayor de los estados implicados en el conflicto entregó cascos de acero a su personal de tropa. Los soldados de la mayoría de las naciones que entraron en combate usaban simples gorras de tela como parte integrante del uniforme, y estas no ofrecían virtualmente ninguna protección contra las armas modernas. Las tropas alemanas usaban el Pickelhaube de cuero tradicional, también de poco valor protector.
El número enorme de heridas mortales que las armas modernas infligían al ejército francés las condujo a introducir el primero de los cascos de acero modernos en el verano de 1915. No se pensó en el casco para proteger contra las balas, sino que estaba destinado sobre todo a reducir las heridas de metralla en la cabeza. Los primeros cascos franceses eran gorros de acero en forma de cuenco usados debajo de los cascos de tela. Sin embargo, estos cascos rudimentarios pronto fueron sustituidos por el casco Adrian modelo 1915, (diseñado por el general Louis Auguste Adrian: fr). Sustituyó el kepi francés tradicional y fue adoptado más adelante por los ejércitos belga e italiano.

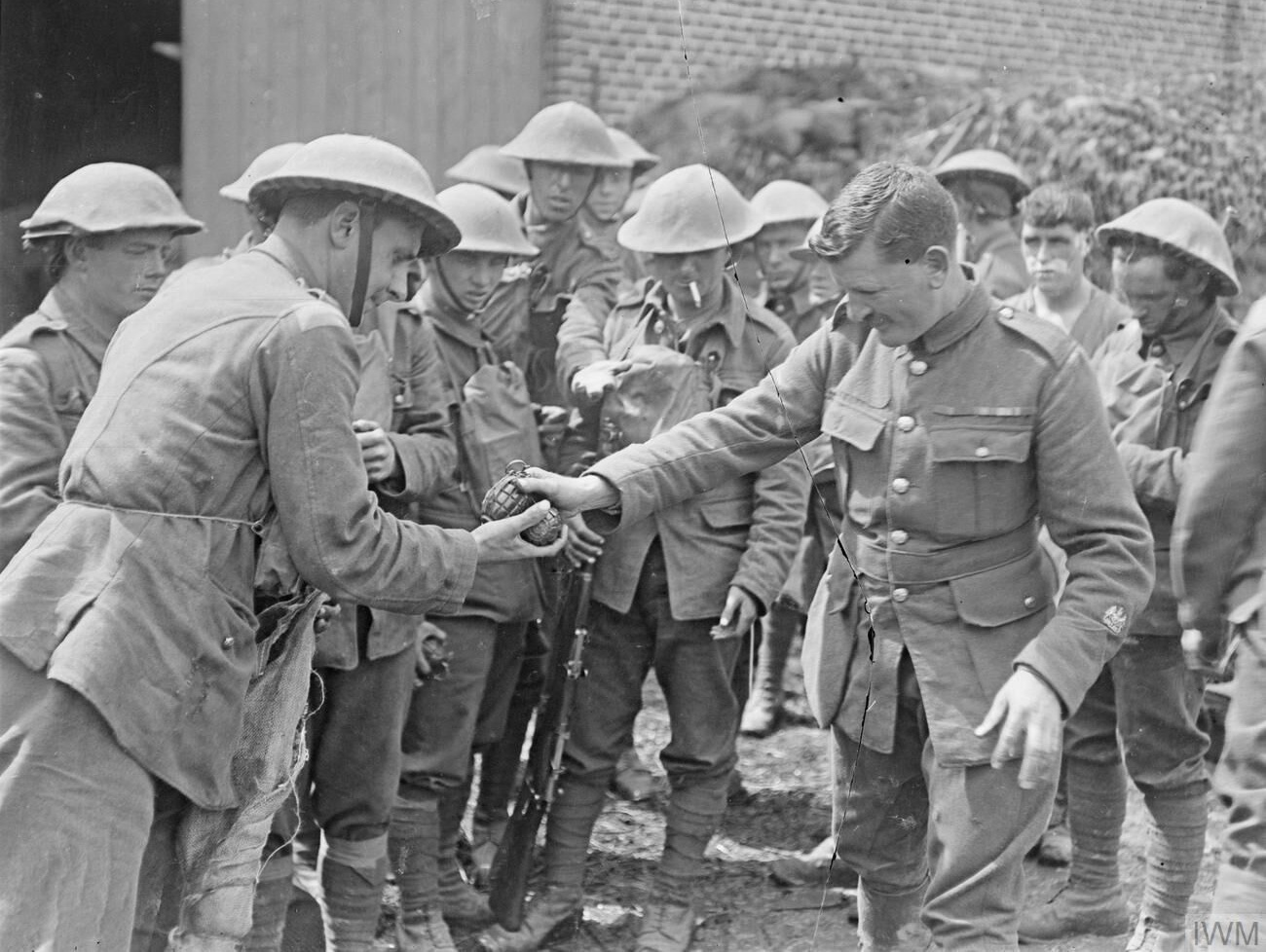
Soldados británicos llevando el casco Brodie

Casi al mismo tiempo, la oficina británica de la guerra también había visto una necesidad similar de los cascos de acero.
Al Departamento de Inventos de la Oficina de Guerra se le encomendó evaluar el diseño francés pero decidieron que no era bastante fuerte y era demasiado complejo realizar una fabricación rápida y masiva. El diseño presentado por John L. Brodie ofrecía ventajas sobre el diseño francés como que podría ser fabricado de una sola hoja gruesa de acero, dándole fuerza añadida. El ejército británico usó el casco por primera vez en septiembre de 1915, pero no fue hasta la primavera de 1916 en que el casco comenzó a ser distribuido a las tropas británicas en gran número. Primero fue utilizado en combate en abril de ese año en la batalla de St Eloi. Las tropas de otros países del Imperio británico también emplearon el casco Brodie al igual que las fuerzas armadas de Estados Unidos cuando se incorporaron a la guerra a 1917. El gobierno de Estados Unidos compró inicialmente unos 400.000 cascos de Reino Unido. A partir de enero de 1918 el ejército de los EE. UU. comenzó a utilizar los cascos fabricados en los EE. UU. y estos cascos fueron llamados M1917.
El casco tenía una corona circular baja con un borde ancho alrededor del borde, una capa de cuero y una cinta de cuero para la barbilla. Por la forma "plato de sopa" del casco fue diseñado originalmente para proteger la cabeza y los hombros del portador contra los fragmentos que caían de arriba. El diseño de tazón bajo permitió el uso de acero relativamente grueso que se podría formar en una sola presión manteniendo el grosor del casco. Aunque esto lo hizo más resistente a los proyectiles, el diseño ofrecía menos protección a la parte inferior de la cabeza y del cuello que otros modelos. El casco de acero era conocido por las tropas como un "sombrero de lata" o para los oficiales un "bombín de batalla".